# Связь в Кыргызстане
Система связи в Кыргызстане включает в себя Интернет, телевидение, почтовую и телефонную связь.

## Политика коммуникаций
Долгосрочная цель государственной стратегии в области информационных и коммуникационных технологий заключается в том, чтобы к 2010 году сектор телекоммуникаций занимал 5% ВВП страны. В июне 2006 года был запущен спутник связи KazSat-1 из Казахстана снизит зависимость всех стран Центральной Азии от европейских и американских спутников связи. Второй спутник KazSat-2 был запущен 16 июля 2011 года.

## Телефонная связь
В начале 2000-х Кыргызстан получил международную инвестиционную поддержку реструктуризации телекоммуникационной системы, которая имела 7.7 телефонных линий на 100 жителей в 2002 году и 1,100,000 сотовых телефонов в эксплуатацию в 2007 году. В рамках процесса модернизации, в 2000 году правительство пыталось продать контрольный пакет акций «Кыргызтелекома» иностранным компаниям. Компании из России, Швеции и Турции были в числе возможных покупателей, но  в 2005 году около 100 тысяч человек ожидали установки телефонной линии. В сентябре 2013 года правительство Кыргызстана отказалось от приватизации Кыргызтелекома, поскольку прогнозировался рост тарифов в случае перехода компании в частную собственность.
- Телефонная система:
  - внутренняя: в основном СВЧ - радиорелейные линии; один оператор сотовой связи, вероятно, только в Бишкеке;
  - международная: соединение с другими странами СНГ по фиксированной или микроволновой радиорелейной связи и с другими странами по арендованным соединениям с Московским международным межсетевым коммутатором и по спутниковой связи; спутниковые земные станции - Интерспутник и Intelsat; соединены на международном уровне волоконно-оптической линией Транс-Азия-Европа (TAE).

С середины 2010-х годов в Кыргызстане наблюдается ускоренное развитие мобильной связи, что стало возможным благодаря внедрению стандарта 4G LTE. Сотовые операторы начали активно расширять зону покрытия, включая отдалённые и труднодоступные районы, несмотря на сложный горный рельеф страны. По состоянию на середину 2020-х годов покрытие сотовой связью охватывает более 99 % населённой территории Кыргызстана.

## Интернет

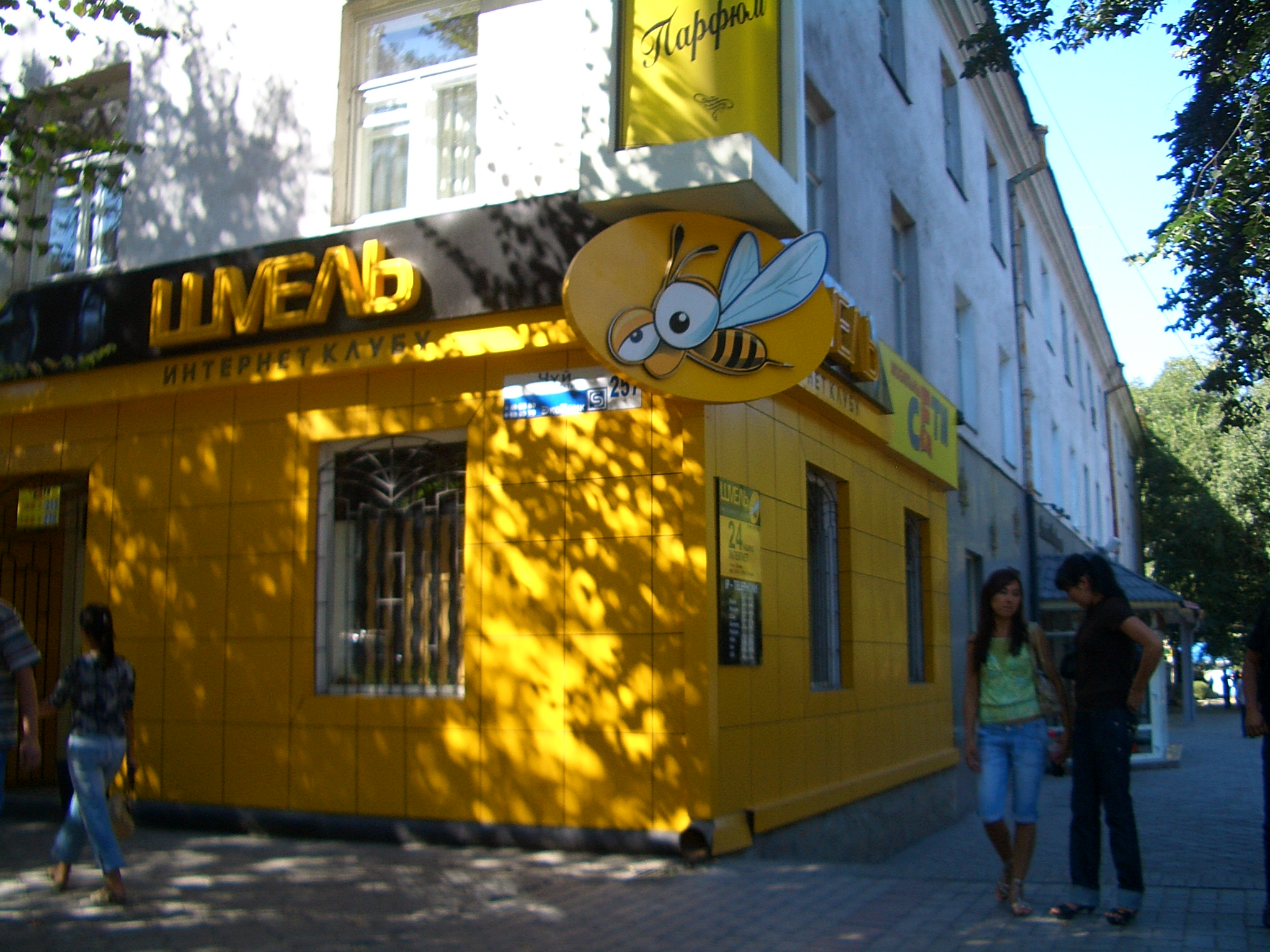
Интернет-кафе в Бишкеке

В начале 2000-х использование Интернета в Кыргызстане значительно увеличилось: в 1999-2005 годах число пользователей Интернета выросло с 3 до 263 тысяч человек. В 2004 году действовало около 12,3 тысяч хостов. Национальный домен верхнего уровня - .kg.
Переменная скорость загрузки / через xDSL доступна через государственную телефонную компанию Кыргыз Телеком (до 8 Мбит / с нисходящая линия) и частных провайдеров (нисходящая линия до 10 Мбит/с). Обычно существует ежемесячный лимит на объем передаваемых данных с отдельными лимитами в зависимости от того, остаются ли данные в Кыргызстане или перемещаются за границу. Несмотря на рост числа операторов интернет-услуг, это практически не повышает доступность сети.
По оценкам Международного союза электросвязи, в 2015 году Интернетом пользовалось 30,25% населения страны.
С начала 2020-х годов в Кыргызстане наблюдается активное развитие интернет-сектора, сопровождающееся расширением каналов связи и модернизацией инфраструктуры. Большинство интернет-провайдеров отказались от лимитированных тарифов, предлагая пользователям безлимитный доступ к сети. Предоставляемая скорость подключения в отдельных случаях достигает 1 Гбит/с. С 2020 года ведётся масштабная прокладка оптоволоконных линий связи, охватывающая как города, так и отдалённые населённые пункты, что способствует расширению покрытия высокоскоростным интернетом по всей стране.

### Интернет-цензура и слежка
В отчёте OpenNet Initiative (ONI), опубликованным в декабре 2010 года, показало избирательной фильтрации Интернета в политической и социальной областях и имеющее мало свидетельств или отсутствие свидетельств фильтрации в областях конфликтов  безопасности и Интернет-инструментов.
Доступ к Интернету в стране ухудшился, поскольку политическая нестабильность привела к более частым случаям контроля Всемирной паутины. Правительство стало более чувствительным к влиянию Интернета на внутреннюю политику страны и приняло законы, расширяющие его полномочия по регулированию этого сектора интернет-услуг.
Либерализация телекоммуникационного рынка Кыргызстана сделало интернет доступным для большинства населения. Однако Кыргызстан является эффективно cyberlocked страны зависит от покупательной пропускной способности из Казахстана и России. Государственные органы власти в Казахстане смещаются в сторону контроля Интернета более строгими сетями управления, что приводит к случаям фильтрации выше по течению, затрагивающих и кыргызстанских интернет-провайдеров. В мае 2020 года в Жогорку Кенеш был внесён законопроект "О манипулировании информацией", предполагающий в случае его нарушения досудебное ограничение доступа к информации.